# Station Piława Dolna
Station Piława Dolna is een spoorwegstation in de Poolse plaats Piława Dolna.